# Tomasz Grądzki
Tomasz Grądzki z Kubry herbu Łada – starosta wiski od 1693 roku, podczaszy wiski, dworzanin królewski w 1667 roku.
Syn Macieja. Uzyskał stopień mistrza wydziału filozoficznego Uniwersytetu Karola w Pradze w 1661 roku.
Podpisał elekcję Jana III Sobieskiego w 1674 roku z ziemią wiską. Na sejmie 1683 roku wraz z bratem Sebastianem wybrany na komisarza do rozgraniczenia mazowieckiego i podlaskiego z Księstwem Pruskim.